# Mycomya hiisi
Mycomya hiisi är en tvåvingeart som beskrevs av Vaisanen 1979. Mycomya hiisi ingår i släktet Mycomya och familjen svampmyggor. Arten har ej påträffats i Sverige. Inga underarter finns listade i Catalogue of Life.